# 丸井ヤング館
丸井ヤング館（まるい ヤングかん）は、秋本治原作の漫画およびアニメ版『こちら葛飾区亀有公園前派出所』に登場する架空の警察官。元々の名前は寺井 洋一（てらい よういち）。

## 人物
亀有公園前派出所勤務で、階級は巡査。北海道根室市納沙布出身。かつては茨城県東茨城郡内の過疎地に家を持ち電車で通勤していたが、最寄り駅までは自転車で1時間もかかり、合計通勤時間は3時間半と非常に長かった。
血液型はA型。誕生日は5月5日（3月2日との表記も）。身長162cm、体重65kg（一時期、81kgから22kgへと変化したことも）。家紋は「三階笠」。一人称は原作初期は「おれ」だったが、後に「僕」になっている（アニメ版では最初から「僕」）。愛車はスバル・R-2。丸眼鏡をかけている。
際立った長所はないが、特別目立つ癖もない最も平凡な警察官。本人も自分でサラリーマン型の警官ということを自覚しており、作中ではローンや子供のことなど家族を養うことで苦労する場面が度々ある。両津は「大原以上に頑固な所がある」と評している。
警察官に似つかわしくない気弱な風貌で、警官になってから13年間無検挙という記録を持っていた。髪型は天然パーマ。太り気味の体形でコレステロール値が高く成人病予備軍で、大原や両津にその事を脅かされたことがある。
その生き様を両津に「人生送りバント」と称されたこともある。普段は大人しく気弱だが、家を手に入れた際には両津らを見下す態度を取ることもあった。また、両津の同級生・村瀬賢治の会社に向かった際、村瀬の「世の中金だ」という言葉を「両さんと同じだ」と解釈し、中川圭一から即座に反論されるシーンもあった。
これまでに3隻のクルーザーを購入しているが、船名は1隻目が「人生送りバント」、2隻目が「人生犠牲フライ」、3隻目が「人生9回裏逆転負け」と、全て両津に命名されている。
新聞は毎朝新聞を取っている。
前述の通り、本来の名前は寺井洋一であるが、170-2「『改名くん』の巻」で両津に無理やり改名させられ、丸井 ヤング館（まるい ヤングかん）という名前になった。その結果運気が上昇し、宝くじで3,000万円が当たり、家の土地が大企業に高額で買収され港区の一戸建てを買った。2009年には同じく改名させられた凄苦残念と共に『週刊少年ジャンプ』の表紙を飾っていた。コミックス第168巻の巻頭では、改名を機に運勢が良くなったことを理由に今後は“丸井ヤング館”の名前で通すことが正式に語られている。しかし、改名後に出番が増えた残念とは対照的に、丸井に改名以降は出番が激減し、連載末期には滅多に登場しないキャラクターとなった。最終回では会場に張られたイラストとして表紙に登場したのみであり、不定期となった以後の話にも長らく登場しなかったが、2021年10月22日に発売された『平成こち亀』の新作読み切りの最後のコマで登場。両津の借金の額を聞いて驚いていた。
かけている眼鏡は初期は透き通っておらず、ほとんどの場合は瞳が見えないデザインだったが、70巻頃より透き通って瞳が見えるデザインに変更されている。
生年は4-1（原行版では4-3）（1977年）で勤続13年とあるため、当初は1941年あるいは1945年設定だったと見られる（高卒か大卒かは不明）。後に他キャラクター同様スライドし、免許証に1960年との表記がある（96-5）。なお、作中では両津を「両さん」、戸塚は呼び捨てでいずれもタメ口で会話しており、2人と同年輩のように描かれている。アニメ版では初期の頃は両津に対して、時折敬語で接することもあった。
生活ぶりは非常に質素で、秋本・カトリーヌ・麗子から高級マンションを格安で提供された時は「広すぎて使い切れない」と家族4人で1つの部屋で暮らしたり（その後ローンよりも維持費の方が高いことが理由で退去）、決められた予算内で1か月間生活する大会では他のグループが限界まで節約しても無理だったのに対し、丸井一家は普通に生活していただけでクリアし優勝した。
本田と同じくドジな面があり、結果的に両津に何度も被害を与えたりして周囲にたびたび迷惑をかけるほか、両津から制裁を受けることも多い。さらに両津からもひどい目に遭ったこともあったが、第191話「寺井 執念の追跡!!」では真相を知りながら隠していた両津に普段とはかけ離れた怒気を露わにして詰め寄った。しかし何だかんだでお互いに信頼し合っており、69巻7話「両さんメモリアル」においても両津が旅立つときに困惑し、その直後のエピソードである「新たなる旅立ちの巻」ですぐ帰ってきた上に開き直った両津を見て唖然としていた。アニメ版最終回（第344話）でも、大原から勤務態度に関して大目玉を食らった翌日以降から両津が勤務態度を含めた素行を改め、周囲に品行方正に振る舞う姿を見て「僕がたい焼きを買わなかったからかな？」と気にしていた。そして、両津の転勤の話を聞いて「今まで悪さをされたけどもう両さんにからかわれることは無いんだと思うと、寂しくなったんです」と語り、数日後に開かれた両津の送別会でも号泣していたが、転勤の件が嘘だったことを知ると両津に対し憤慨した。

### 登場履歴
1-1時点では「（寺井は）パトカーにはねられて入院中」という両津の独り言でのみ登場（また、セリフなどが訂正される以前では、背景の張り紙にある指名手配犯の名前も「寺井洋一」となっていた）。連載1話（1-2）より本人が登場するようになった。この回のみ昼間から勤務中に飲酒して控え室で爆睡するという不真面目なキャラクターだったが、すぐに真面目な性格に変更された。ただし、連載初期は彼も両津や中川、戸塚に混じって仕事をサボる描写が多く見られた。
大原と同じく、流行商品に疎かったりビデオ予約操作が出来ないなど機械音痴であったが、年代が進むにつれてあまり見られなくなった。
原作初期は登場回数が多かったが、おたふく風邪のため病欠した際の補欠として配属された麗子の登場以降、出番が減った。それにより「地味なキャラ」という印象が定着したが、逆にそれがきっかけで一時的に出番が増えた時期もあった。

### 家族
自分に似た妻と息子が2人いる。長男は小太りで眼鏡と寺井にそっくり容姿であり、性格も寺井似で大人しい。次男は痩せ型でかなりの腕白であり妻に似ている。息子2人は大原の孫の大介が生まれる前から登場しており、その頃から小学生であるが、現在の設定では大介よりも下の学年になっているようである。アニメ版では原作とは家族の容姿が異なっている。一家で両津ら派出所署員とも親交がある。家族でキャンプ行った際は両津やボルボらがこっそりと尾行し、安全を見守っていた。アニメでは麗子や中川も同行し、妻が気づいていた。

### マイホームネタ
マイホームを購入するたびに悲惨な目に遭うことが多い。しょっちゅうインチキな物件に引っ掛かりそうになったり、県境を跨いだ物件を買わされて両方の県から県民税を要求されたりなどしている。
96-5では茨城県在住だったが、127-9にてクイズ番組「ハウスカッターショー」で手に入れた東京都内の超高級マンションに引っ越す。しかし、違法建築の欠陥住宅だったため、それ以降は木造4階建ての細長い家に住んでいた。その後162-9にてクイズ番組「漢字プレッシャークイズ」に挑戦し、1度は1億円を獲得するものの、両津ら周りの人間の強引な押しにより3倍チャンスタイムに挑戦して失敗したため、プレス機に家を押し潰されてしまった。
その他、子供たちの思い出づくり（および自身の見栄）のため、アウトドアに憧れてクルーザーを40年ローンで購入したり、キャンプに行ったりしている。しかし、クルーザーは両津のせいで2回沈没。さらにキャンプでは無知さや不器用さが相まり、ことごとく失態を犯している（ボルボ曰く「アウトドアにまったく向いていない」）。
また、アニメ版第226話「ボーナス争奪戦6」では、両津が麻里愛と共に偶然見つけた給与管理プログラム専用のパソコンから自身やマリアの給与を増額し、中川や麗子などの給与を減額する一方、「寺井は家のローンを抱えていて毎日通勤地獄を味わって可哀想だから」と同情して1,000万円に増額し、寺井を驚愕させていた。

### アニメ版
声優：茶風林（第1話 - 第92話）→林家こぶ平（現：林家正蔵、第98話 - ）
原作より登場回数が多くレギュラー扱いとなっており、本田速人や麻里愛など原作レギュラー陣よりも頻繁に登場していた。声優が林家こぶ平に交代して以降は、両津、麗子、中川、大原のメインキャラクター4人と同等の扱いを受けるようになった。
アニメ版では一貫してレンズが透き通っている眼鏡である。なお、原作における彼の改名はアニメ版終了後のことであり、アニメ版での名前は一貫して「寺井洋一」である。アニメのレギュラー放送終了後に放送された特別放送版に関しては、原作の出番減少に伴って出番が減っており、『こちら葛飾区亀有公園前派出所 THE FINAL 両津勘吉 最後の日』では日暮を含めた派出所のメンバーの中では唯一登場しておらず、オープニングのみの登場だった。また、アニメ版では中川とコンビを組んでいることが多く、嵐が歌うエンディング曲のワンシーンでも、中川とセットで登場した。
第98話以降で演ずる林家こぶ平関連のネタがいくつか登場しており、七色の声を持つ男になった両津に寺井の声を真似された時、寺井は「僕ってそんなに林家こぶ平みたいな声かな？」とコメント。笑い薬を飲んでずっと笑いっぱなしになった寺井は、犯人逮捕に喜んでいる署長に対して「（警察から出される金一封が）安くてどうもすみません」と初代林家三平（こぶ平の父）のものまねをしたりと、他にもいくつかこぶ平関連のネタを披露している。
非喫煙者であるが、第129話「感涙！寺井の初体験」では自宅でタバコを吸っているシーンがある。また、第301話「派出所ちょっと昔」では非喫煙者であるにもかかわらず、当時女子高生だった佐々木洋子に惚れていたことで何度もタバコ屋に通いタバコを買っていたため、派出所のロッカーにタバコを詰めすぎてロッカーからあふれ出ていたこともあったが、当時は戸塚ら喫煙者が多かったので最終的に彼らが吸っている。
アニメでは当初は3年前に派出所へ赴任してきたという設定となっていた（7話目）。